# Martin Samuelsen
Martin Samuelsen (Haugesund, 17 aprile 1997) è un calciatore norvegese, attaccante dell'Haugesund.

## Carriera

### Club

#### Le giovanili
All'età di 9 anni, Samuelsen si è allenato con la sua squadra del cuore, il Manchester United. L'anno successivo è stato notato dal Liverpool, con cui s'è allenato in circa dieci circostanze. A 12 anni si è aggregato per due settimane ai pari età del Real Madrid, con le Merengues che avrebbero voluto farlo restare in squadra, ma i suoi genitori si sono opposti a questa possibilità, non volendo lasciare la natia Haugesund. A gennaio 2012 è entrato a far parte delle giovanili del Manchester City. In Norvegia, Samuelsen aveva militato nello Djerv 1919 e nel Vard Haugesund.

#### Il passaggio al West Ham
A marzo 2015, Samuelsen è stato aggregato alla formazione giovanile del West Ham per sostenere un provino di 10 giorni. Il 20 giugno 2015, gli Hammers ha annunciato ufficialmente d'aver ingaggiato Samuelsen, che si è legato al nuovo club con un contratto biennale con opzione di rinnovo per altre due stagioni.
Samuelsen è stato convocato in squadra in vista della sfida contro il Birkirkara, valida per il secondo turno di qualificazione all'Europa League 2015-2016. Il 16 luglio, quindi, ha sostituito Morgan Amalfitano nella vittoria per 1-0 contro la formazione maltese.
Successivamente, il West Ham ha assegnato ufficialmente i numeri di maglia per la stagione imminente e Samuelsen ha scelto di indossare il 42. Il 29 agosto si è accomodato in panchina in occasione della sfida di Premier League contro il Liverpool, ad Anfield. Il 3 settembre, a calciomercato concluso, Samuelsen è stato inserito nella lista dei calciatori utilizzabili in stagione, incluso tra gli 8 giocatori Under-21 selezionati dagli Hammers che potevano essere schierati nel corso del campionato.

#### Il prestito al Peterborough United
Il 24 novembre 2015, Samuelsen è stato ceduto in prestito al Peterborough United, in League One, fino al 2 gennaio 2016. Ha debuttato in squadra il 28 novembre, subentrando a Lee Angol nella vittoria per 0-4 in casa dello Scunthorpe United. Il 2 gennaio 2016 ha segnato la prima rete, sancendo il successo per 2-3 sul campo dello Sheffield United. Il 4 gennaio, il Peterborough United ha annunciato sul proprio sito internet che Samuelsen avrebbe prolungato la sua permanenza in prestito in squadra sino al termine della stagione in corso. Ha totalizzato 20 presenze e 2 reti in stagione, con il Peterborough United che ha chiuso l'annata al 13º posto finale.

#### Blackburn
Tornato al West Ham per fine prestito, in data 23 agosto 2016 ha rinnovato il contratto che lo legava agli Hammers fino al 30 giugno 2020. Il 25 agosto è passato al Blackburn con la formula del prestito per l'intera stagione.

### Nazionale
A livello giovanile, Samuelsen ha rappresentato la Norvegia a livello Under-16, Under-17, Under-18 e Under-21. Per quanto concerne quest'ultima selezione, ha ricevuto la prima convocazione da parte del commissario tecnico Leif Gunnar Smerud in data 15 marzo 2016, in occasione delle partite amichevoli contro Olanda e Spagna. Il 25 marzo, Samuelsen ha sostituito Ghayas Zahid nella sfida contro l'Olanda, persa per 1-0.
Il 23 maggio 2016, Samuelsen è stato convocato per la prima volta in Nazionale maggiore, scelto dal commissario tecnico Per-Mathias Høgmo in vista delle amichevoli contro Portogallo, Islanda e Belgio. Ha esordito nella seconda di queste sfide, subentrando a Pål André Helland nella vittoria per 3-2 sull'Islanda, in data 1º giugno.
L'11 ottobre 2016 – alla 3ª presenza in Nazionale – ha segnato la prima rete, contribuendo alla vittoria per 4-1 su San Marino.

## Statistiche

### Presenze e reti nei club
Statistiche aggiornate al 25 luglio 2018.
| Stagione                | Club                    | Campionato              | Campionato | Campionato | Coppe nazionali | Coppe nazionali | Coppe nazionali | Coppe continentali | Coppe continentali | Coppe continentali | Supercoppe | Supercoppe | Supercoppe | Totale | Totale |
| Stagione                | Club                    | Comp                    | Pres       | Reti       | Comp            | Pres            | Reti            | Comp               | Pres               | Reti               | Comp       | Pres       | Reti       | Pres   | Reti   |
| ----------------------- | ----------------------- | ----------------------- | ---------- | ---------- | --------------- | --------------- | --------------- | ------------------ | ------------------ | ------------------ | ---------- | ---------- | ---------- | ------ | ------ |
| lug.-nov. 2015          | West Ham Utd            | PL                      | 0          | 0          | FACup+CdL       | 0               | 0               | UEL                | 2                  | 0                  | -          | -          | -          | 2      | 0      |
| nov. 2015-2016          | Peterborough Utd        | FL1                     | 17         | 1          | FACup+CdL       | 3+0             | 1+0             | -                  | -                  | -                  | -          | -          | -          | 20     | 2      |
| ago.-dic. 2016          | Blackburn               | FLC                     | 3          | 0          | FACup+CdL       | 0+1             | 0               | -                  | -                  | -                  | -          | -          | -          | 4      | 0      |
| gen.-giu. 2017          | Peterborough Utd        | FL1                     | 11         | 1          | FACup+CdL       | 1+0             | 0               | -                  | -                  | -                  | -          | -          | -          | 12     | 1      |
| Totale Peterborough Utd | Totale Peterborough Utd | Totale Peterborough Utd | 28         | 2          |                 | 4+0             | 1+0             |                    | -                  | -                  |            | -          | -          | 32     | 3      |
| 2017-gen. 2018          | West Ham Utd            | PL                      | 0          | 0          | FACup+CdL       | 0               | 0               | -                  | -                  | -                  | -          | -          | -          | 0      | 0      |
| Totale West Ham Utd     | Totale West Ham Utd     | Totale West Ham Utd     | 0          | 0          |                 | 0               | 0               |                    | 2                  | 0                  |            | -          | -          | 2      | 0      |
| gen.-giu. 2018          | Burton Albion           | FLC                     | 9          | 0          | FACup+CdL       | 0               | 0               | -                  | -                  | -                  | -          | -          | -          | 9      | 0      |
| 2018-2019               | VVV-Venlo               | ED                      | 0          | 0          | CO              | 0               | 0               | -                  | -                  | -                  | -          | -          | -          | 0      | 0      |
| Totale                  | Totale                  | Totale                  | 29         | 1          |                 | 5               | 1               |                    | 2                  | 0                  |            | -          | -          | 36     | 2      |

### Cronologia presenze e reti in nazionale
| Cronologia completa delle presenze e delle reti in nazionale ― Norvegia | Cronologia completa delle presenze e delle reti in nazionale ― Norvegia | Cronologia completa delle presenze e delle reti in nazionale ― Norvegia | Cronologia completa delle presenze e delle reti in nazionale ― Norvegia | Cronologia completa delle presenze e delle reti in nazionale ― Norvegia | Cronologia completa delle presenze e delle reti in nazionale ― Norvegia | Cronologia completa delle presenze e delle reti in nazionale ― Norvegia | Cronologia completa delle presenze e delle reti in nazionale ― Norvegia |
| Data                                                                    | Città                                                                   | In casa                                                                 | Risultato                                                               | Ospiti                                                                  | Competizione                                                            | Reti                                                                    | Note                                                                    |
| ----------------------------------------------------------------------- | ----------------------------------------------------------------------- | ----------------------------------------------------------------------- | ----------------------------------------------------------------------- | ----------------------------------------------------------------------- | ----------------------------------------------------------------------- | ----------------------------------------------------------------------- | ----------------------------------------------------------------------- |
| 1-6-2016                                                                | Oslo                                                                    | Norvegia                                                                | 3 – 2                                                                   | Islanda                                                                 | Amichevole                                                              | -                                                                       |                                                                         |
| 31-8-2016                                                               | Oslo                                                                    | Norvegia                                                                | 0 – 1                                                                   | Bielorussia                                                             | Amichevole                                                              | -                                                                       |                                                                         |
| 11-10-2016                                                              | Oslo                                                                    | Norvegia                                                                | 4 – 1                                                                   | San Marino                                                              | Qual. Mondiali 2018                                                     | 1                                                                       |                                                                         |
| Totale                                                                  |                                                                         | Presenze                                                                | 3                                                                       |                                                                         | Reti                                                                    | 1                                                                       |                                                                         |

## Palmarès

### Club

#### Competizioni nazionali
- Football League One: 1

Hull City: 2020-2021